# Torstein Lofthus

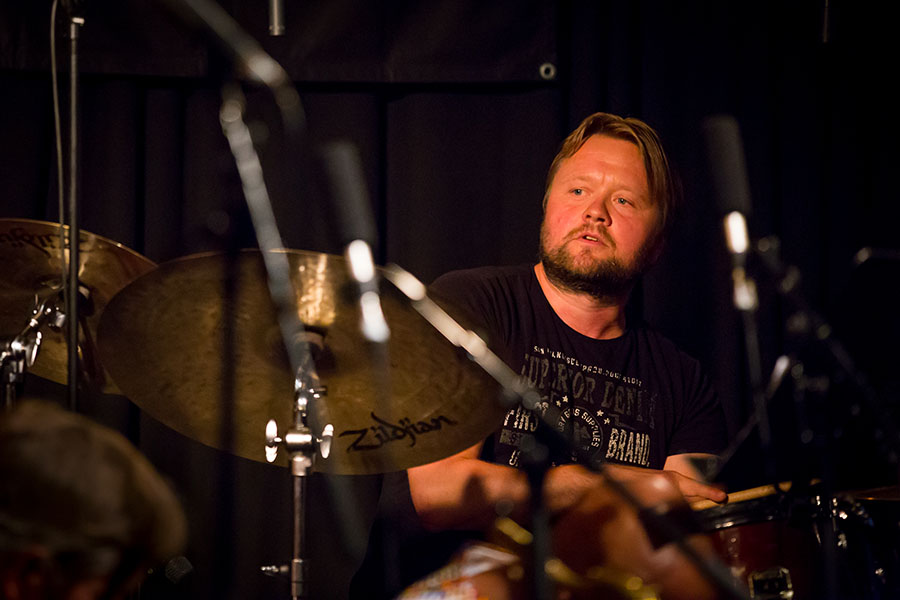
Torstein Lofthus in 2017

Torstein Lofthus (geb. 1977) is een Noorse drummer. Hij is actief in verschillende genres, in jazz en jazzrock, maar ook in de popmuziek. Hij is onder meer lid van de jazzrockgroep Elephant9 en van de band Shining die tegenwoordig metal speelt. Hij studeerde aan de Norwegian Academy of Music, waar hij nu ook les geeft. Ook geeft hij les aan de Universiteit van Agder. Lofthus heeft gewerkt met onder meer Marit Larsen, Maria Mena, jazz-trompettist Mathias Eick, de popgroep D'Sound en de zanger Torun Eriksen.
- Bibsys: 2128406
- Bibliothèque nationale de France: cb155441165 (data)
- Gemeinsame Normdatei: 135468000
- International Standard Name Identifier: 0000 0000 5525 6661
- Library of Congress Control Number: n2009035434
- MusicBrainz: 25ec5603-2a9c-4cf7-9e3c-427d3c9de3c1
- Système universitaire de documentation: 243831447
- Virtual International Authority File: 76627876
- WorldCat: E39PBJc7X8td39k8Xxx9WXymVC